# Trưng cầu dân ý về hôn nhân cùng giới ở Thụy Sĩ 2021
Trưng cầu dân ý về hôn nhân cùng giới ở Thụy Sĩ 2021 là một cuộc trưng cầu dân ý tùy chọn được tổ chức tại Thụy Sĩ vào ngày 26 tháng 9 năm 2021 để quyết định xem người dân Thụy Sĩ có ủng hộ sửa đổi Luật Dân sự để hợp pháp hóa hôn nhân giữa những người cùng giới tính.
64.1% người bầu cử và tất cả các bang ủng hộ sự sửa đổi, nó sẽ được thi hành từ 1 tháng 7, 2022. Cuộc bỏ phiếu giúp Thụy Sĩ trở thành quốc gia thứ 29 đồng ý cho hôn nhân cùng giới, là một trong những quốc gia cuối cùng của Tây Âu.

## Mục đích
Mục tiêu của cuộc trưng cầu dân ý này là về sự hợp pháp hóa hôn nhân cùng giới, việc nhận con nuôi của các cặp cùng giới và công nghệ hỗ trợ sinh sản cho các cặp cùng giới nữ.

## Lịch sử
Một đạo luật được Nghị viện thông qua có thể bị các đối thủ thách thức trong một cuộc trưng cầu dân ý, nếu họ thu thập được 50.000 chữ ký hợp lệ trong vòng 100 ngày. Các cuộc thăm dò ý kiến cho thấy dự luật có sự hỗ trợ phổ biến ở Thụy Sĩ, và một cuộc tham vấn năm 2019 đã tìm thấy sự hỗ trợ chính trị lớn. Hội đồng Liên bang Thụy Sĩ ra mắt ủng hộ đề xuất này vào tháng 1 năm 2020.

## Thăm dò ý kiến
| Thăm dò                                                           | Dưới sự ủy nhiệm của | Thời gian        | Có | Có thể có | Chưa quyết định Không phản hồi | Có thể không | Không |
| ----------------------------------------------------------------- | -------------------- | ---------------- | -- | --------- | ------------------------------ | ------------ | ----- |
| gfs.Bern                                                          | SRG SSR              | 20 tháng 8, 2021 | 55 | 14        | 2                              | 9            | 20    |
| LeeWas GmbH Lưu trữ ngày 30 tháng 11 năm 2021 tại Wayback Machine | Tamedia              | 13 tháng 8, 2021 | 56 | 8         | 1                              | 6            | 29    |
| LeeWas GmbH Lưu trữ ngày 30 tháng 11 năm 2021 tại Wayback Machine | Tamedia              | 1 tháng 9, 2021  | 60 | 6         | 1                              | 4            | 29    |
| gfs.Bern                                                          | SRG SSR              | 15 tháng 9, 2021 | 53 | 10        | 2                              | 8            | 27    |
| LeeWas GmbH Lưu trữ ngày 30 tháng 11 năm 2021 tại Wayback Machine | Tamedia              | 15 tháng 9, 2021 | 64 | 3         | 1                              | 3            | 29    |

## Kết quả
64.1% người bầu cử và tất cả các bang đồng ý sự sửa đổi Luật Dân sự cho phép hợp pháp hóa hôn nhân cùng giới.